# Zburzenie Warszawy
Zburzenie Warszawy – operacja planowego wyburzania i palenia Warszawy prowadzona przez Niemców w czasie II wojny światowej, po upadku powstania warszawskiego.
Między październikiem 1944 a styczniem 1945 niemieckie oddziały niszczycielskie (tzw. Technische Nothilfe) zniszczyły około 30% przedwojennej zabudowy lewobrzeżnej Warszawy. Zagładzie uległo wówczas setki bezcennych zabytków oraz obiektów o dużej wartości kulturalnej, sakralnej i gospodarczej. Wyburzaniu i paleniu Warszawy towarzyszyła zakrojona na szeroką skalę grabież pozostającego w mieście mienia publicznego i prywatnego.

## Geneza decyzji o zniszczeniu Warszawy

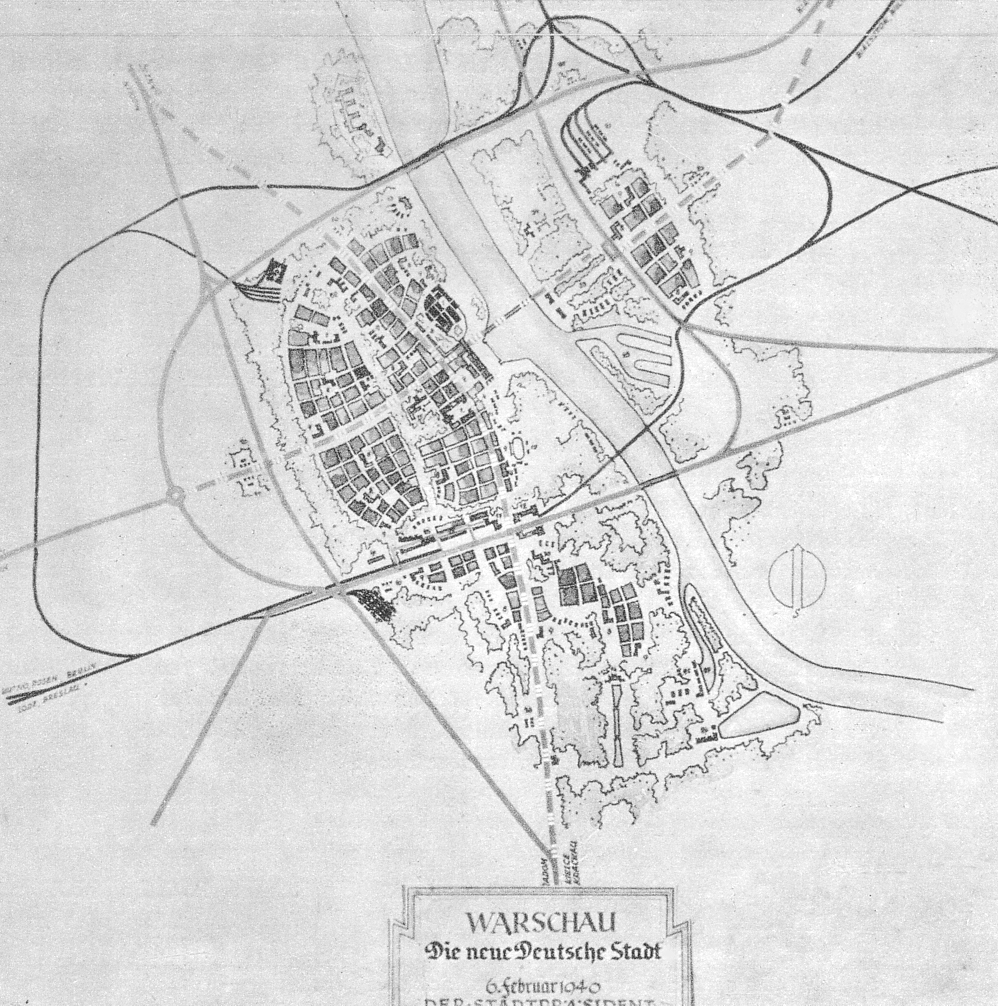
Projekt Huberta Grossa i Ottona Nurnbergera z 6 lutego 1940, zwykle określany nazwą „plan Pabsta”

Warszawa była uznawana przez niemieckich okupantów za centrum polskiego oporu przeciw nazistowskiemu „nowemu porządkowi”. Mimo iż w okupowanym Generalnym Gubernatorstwie dawną stolicę Polski zdegradowano do roli miasta prowincjonalnego, Warszawa pozostawała nadal centrum polskiego życia politycznego, intelektualnego i kulturalnego. Stanowiła także siedzibę władz polskiego Państwa Podziemnego oraz miejsce funkcjonowania szczególnie silnych i dobrze zorganizowanych struktur ruchu oporu. Generalny gubernator Hans Frank zapisał w swoim dzienniku pod datą 14 grudnia 1943: 

gdybyśmy nie mieli Warszawy w Generalnym Gubernatorstwie, to nie mielibyśmy 4/5 trudności, z którymi musimy walczyć. Warszawa jest i pozostanie ogniskiem zamętu, punktem, z którego rozprzestrzenia się niepokój w tym kraju.

Już 15 lipca 1940 Frank oświadczył, iż „w sprawie Warszawy Führer postanowił, że odbudowa tego miasta jako polskiej metropolii jest absolutnie wykluczona. Führer życzy sobie, żeby wraz z ogólnym rozwojem Generalnego Gubernatorstwa Warszawa zeszła do rzędu miasta prowincjonalnego”. Tak zwany „plan Pabsta” zakładał, iż populacja Warszawy zostanie zmniejszona do poziomu 130 000 mieszkańców, a powierzchnia do 15 kilometrów kwadratowych. „Nowe niemieckie miasto Warszawa” (niem. Die neue Deutsche Stadt Warschau) miało powstać na południe i południowy zachód od warszawskiej Starówki, którą planowano zachować jako dowód rzekomej niemieckości Warszawy. Porażki ponoszone przez III Rzeszę na wszystkich frontach spowodowały, że „plan Pabsta” nie został wcielony w życie. Adolf Hitler oświadczył więc Frankowi podczas rozmowy w dniu 6 lutego 1944: 

Warszawa musi zostać zburzona, gdy tylko nadarzy się ku temu sposobność.

W tej sytuacji wybuch powstania warszawskiego (1 sierpnia 1944) został potraktowany przez nazistowskich przywódców jako doskonała okazja do rozwiązania „polskiego problemu”. Podczas przemówienia dla dowódców okręgów wojskowych i komendantów szkół wygłoszonego w Jägerhöhe w dniu 21 września 1944 Reichsführer-SS Heinrich Himmler wspominał, że na wieść o wybuchu powstania udał się natychmiast do Hitlera, któremu oświadczył: 

Mój Führerze, pora jest dla nas niezbyt pomyślna. Z punktu widzenia historycznego jest [jednak] błogosławieństwem, że Polacy to robią. Po pięciu, sześciu tygodniach wybrniemy z tego. A po tym Warszawa, stolica, głowa, inteligencja tego byłego 16-17-milionowego narodu Polaków będzie zniszczona, tego narodu, który od 700 lat blokuje nam Wschód i od czasu pierwszej bitwy pod Tannenbergiem leży nam w drodze. A wówczas historycznie polski problem nie będzie już wielkim problemem dla naszych dzieci i dla wszystkich, którzy po nas przyjdą, ba, nawet już dla nas.

Podczas narady, która odbyła się wieczorem 1 sierpnia 1944 lub następnego dnia rano, Hitler wydał Himmlerowi oraz szefowi sztabu generalnego Naczelnego Dowództwa Wojsk Lądowych (OKH), generałowi Heinzowi Guderianowi, ustny rozkaz zrównania Warszawy z ziemią i wymordowania wszystkich jej mieszkańców. Zgodnie z relacją SS-Obergruppenführera Ericha von dem Bach-Zelewskiego, którego mianowano dowódcą sił wyznaczonych do stłumienia powstania, rozkaz brzmiał prawdopodobnie 

każdego mieszkańca należy zabić, nie wolno brać żadnych jeńców. Warszawa ma być zrównana z ziemią i w ten sposób ma być stworzony zastraszający przykład dla całej Europy.

## Zniszczenia z okresu walk powstańczych

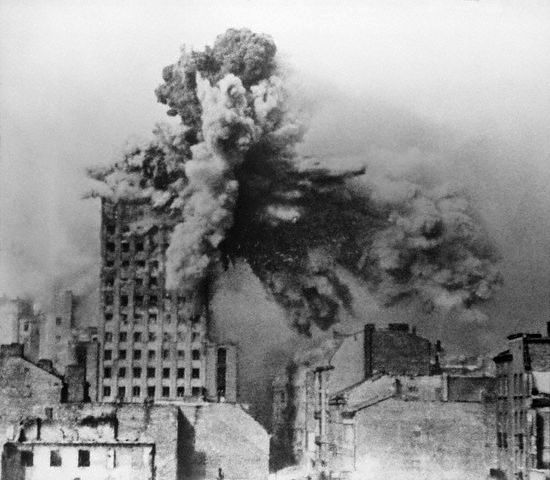
Gmach Prudentialu trafiony pociskiem ciężkiego moździerza. 28 sierpnia 1944

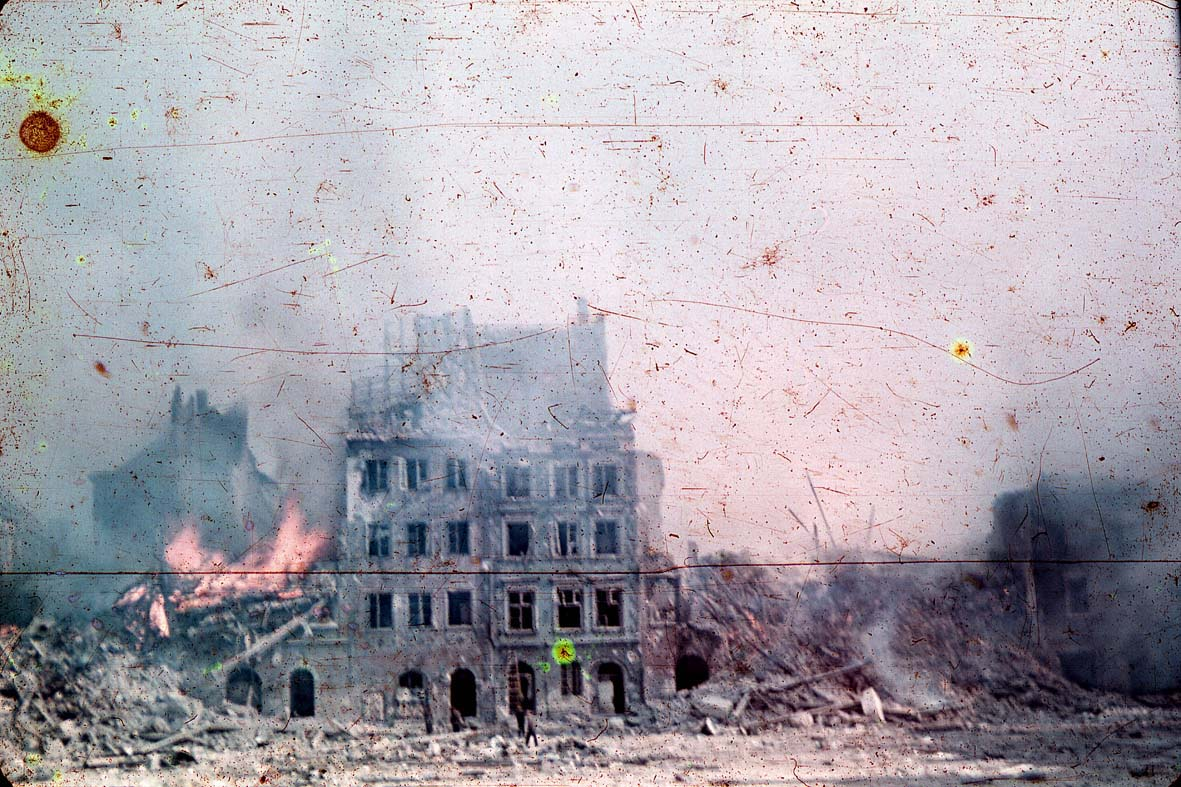
Rynek Starego Miasta w płomieniach powstańczych walk, sierpień 1944

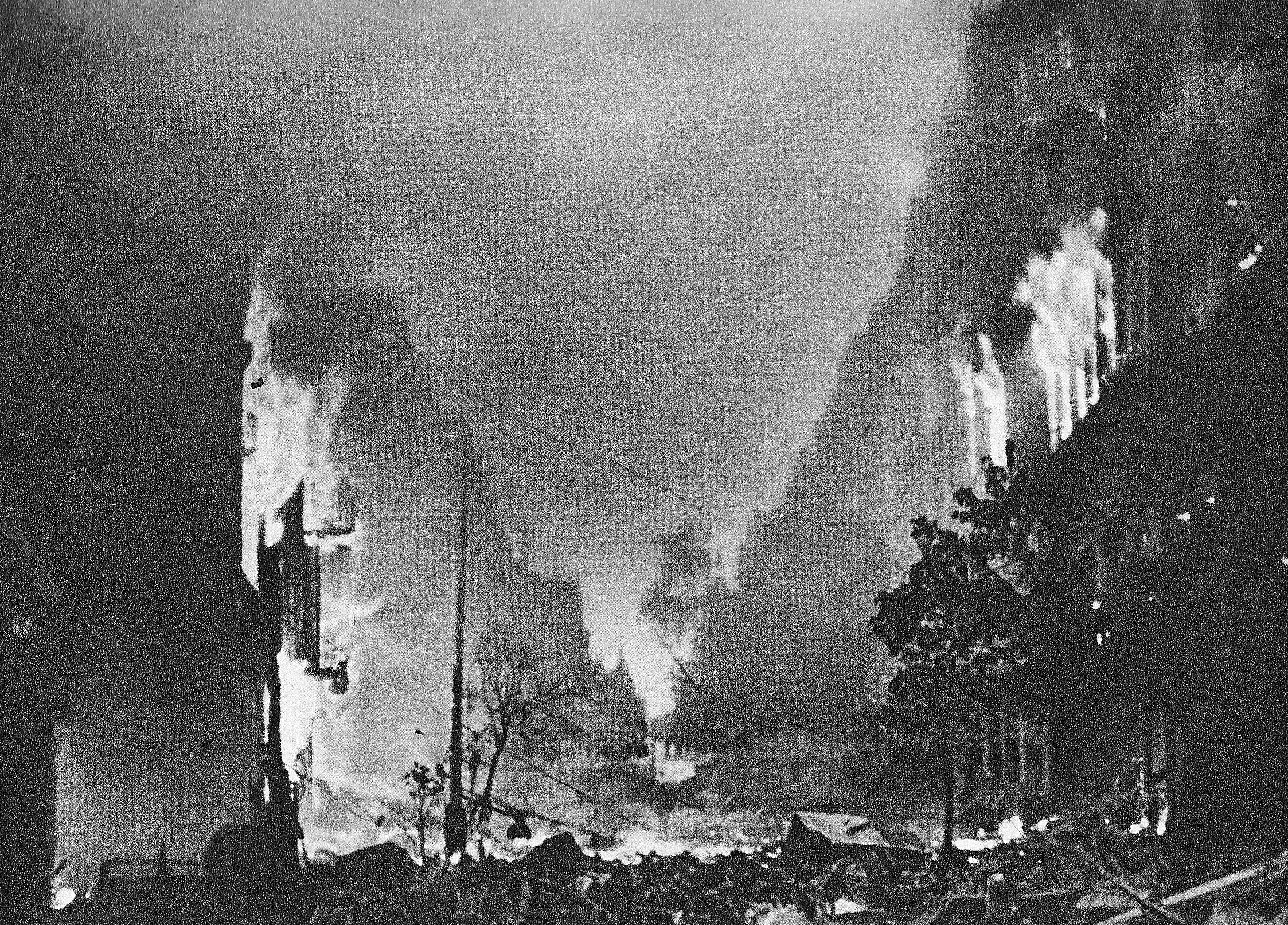
Płonące domy przy ul. Marszałkowskiej

Dwa miesiące zaciekłych walk powstańczych przyniosły Warszawie olbrzymie straty materialne. Zniszczeniu uległo wówczas 25% zabudowy lewobrzeżnej Warszawy. Stare Miasto zostało zburzone niemal w 100 procentach (w 1945 tylko jeden budynek, położony przy ulicy Długiej 6, nadawał się do użytku). Bardzo silnie ucierpiały także: Wola, Powiśle, Czerniaków i Śródmieście Północne. Kolejne miejsca na liście strat zajmowały: Śródmieście Południowe, Mokotów, Żoliborz oraz Ochota. Na początku września 1944 Niemcy dokonali również szeregu zniszczeń na terenie prawobrzeżnej Warszawy. Wycofując się z Pragi pod naciskiem Armii Czerwonej, wysadzili wszystkie mosty na Wiśle, jak również spalili lub wysadzili praskie dworce kolejowe.

Zniszczenia z okresu powstania spowodowane były nie tylko ostrzałem artyleryjskim i nalotami lotniczymi, lecz również celowymi podpaleniami oraz wysadzeniami dokonywanymi przez oddziały niemieckie, które traktowały wypalanie całych kwartałów jako pełnoprawną metodę walki. Między innymi, już w pierwszych dniach powstania Niemcy rozmyślnie spalili Mariensztat, jak również cały szereg domów na Woli i w alejach Jerozolimskich. Owe niszczycielskie metody walki stosowane były z inspiracji niemieckiego naczelnego dowództwa. Świadczyć mogą o tym chociażby słowa Hansa Franka, który zapisał w swym dzienniku pod datą 5 sierpnia 1944: 

Prawie wszystkie części miasta Warszawy stoją w płomieniach. Doszczętne spalenie domów będzie najlepszym środkiem, by pozbawić powstańców kryjówek... Po tym powstaniu i jego zdławieniu Warszawę spotka zasłużony los – zupełne zniszczenie.

 Z kolei feldmarszałek Walther Model podczas walk o odblokowanie warszawskich arterii drogowych wydał dowództwu niemieckiej 9. Armii polecenie o następującej treści: 

Należy całkowicie spalić Warszawę. Rozkazuję podpalić [wszystkie budynki] w promieniu tysiąca metrów na prawo i lewo od ulicy, bo inaczej tamtędy nie przejedziemy (rozmowa telefoniczna w dniu 4 sierpnia 1944).

Wielu z owych celowych zniszczeń nie można było w żaden sposób usprawiedliwić koniecznością wojenną. Mowa tu zwłaszcza o obaleniu Kolumny Zygmunta (2 września), rozjechaniu przez niemieckie czołgi płyty Grobu Nieznanego Żołnierza (4 września), czy wreszcie wysadzeniu w powietrze ruin Zamku Królewskiego (połowa września). Wkrótce po upadku Starego Miasta rozmyślnie spalono znajdujące się tam: Bibliotekę Ordynacji Zamojskiej (ul. Senatorska 37, 8 września), Archiwum Główne (ul. Długa 24), Archiwum Akt Dawnych (ul. Jezuicka 4) oraz Archiwum Skarbowe (ul. Podwale 5). Zagładzie uległo od 80% do 100% przechowywanych tam zasobów archiwalnych.

Po kapitulacji powstania (2 października 1944) Niemcy zobowiązali się oszczędzić pozostałe w mieście mienie publiczne i prywatne, ze szczególnym uwzględnieniem obiektów o dużej wartości historycznej, kulturalnej lub duchowej. Punkt 10 „Układu o zaprzestaniu działań wojennych w Warszawie” przewidywał: 

Żądane przez niemieckie kierownictwo ewakuowanie ludności cywilnej z Warszawy będzie tak rozłożone w miejscu i czasie, aby zaoszczędzić ewakuowanym różnych uciążliwości. Umożliwi się ludności zabranie ze sobą przedmiotów sztuki, posiadających wartość kulturalną i kościelną. Niemieckie kierownictwo będzie starało się o ochronę pozostającego w mieście mienia publicznego i prywatnego.

 Szczegóły ewakuacji Warszawy miały zostać uregulowane osobnym porozumieniem.

## Celowe niszczenie miasta

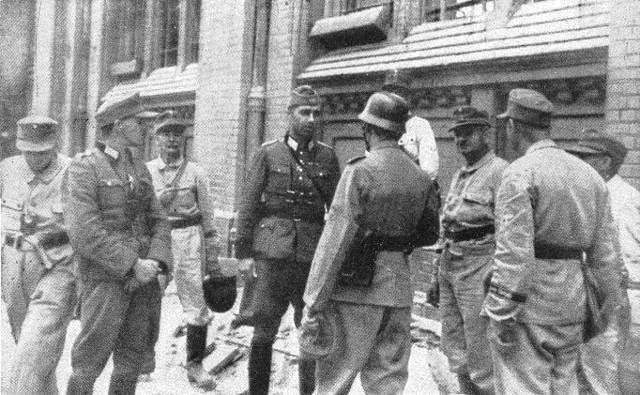
Członkowie jednej z jednostek niszczycielskich. Czwarty od lewej stoi major Sarnow

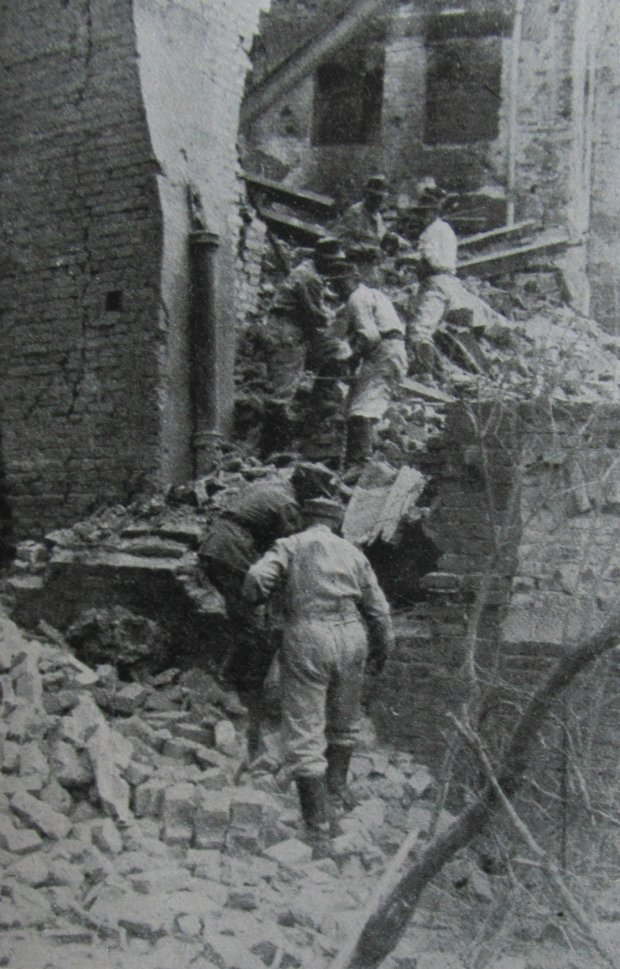
Przygotowania do wysadzenia Zamku Królewskiego. 8 września 1944

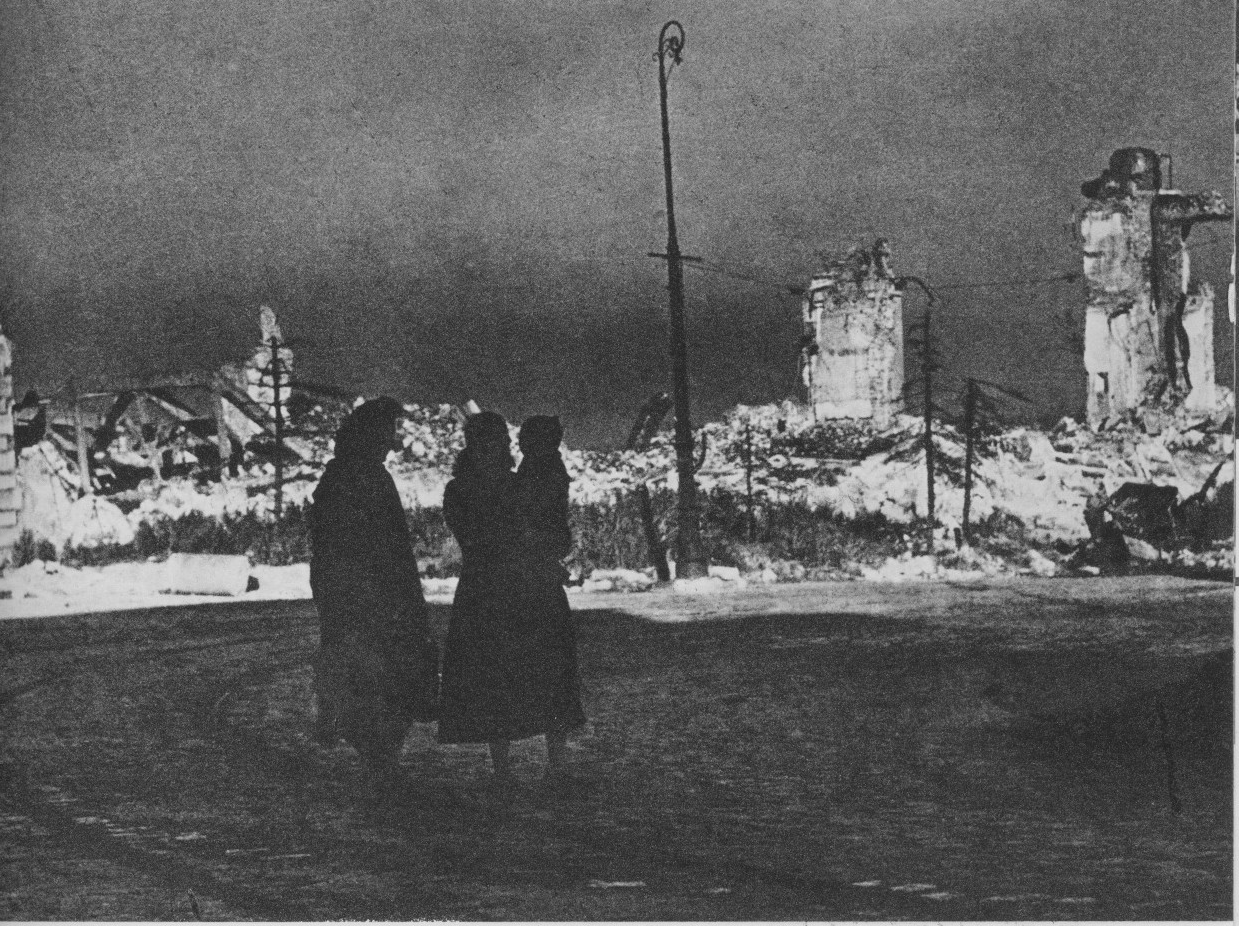
Plac Zamkowy, rok 1945

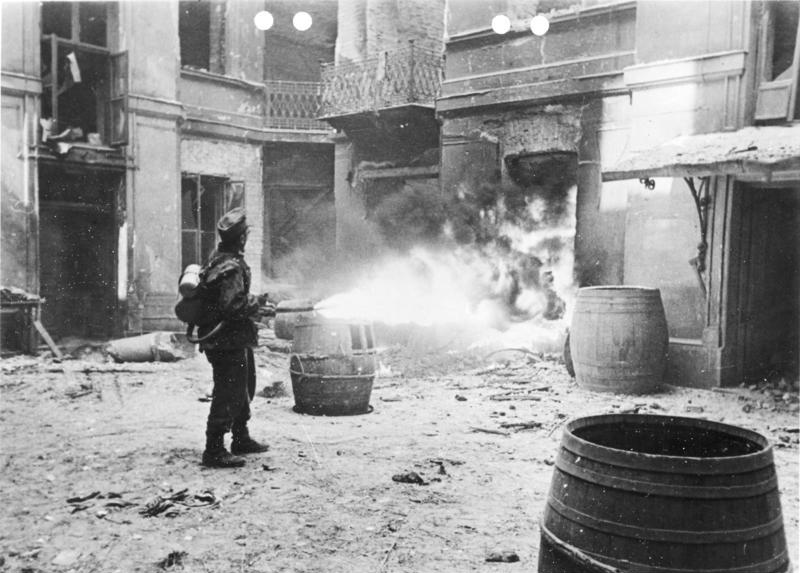
Palenie domów

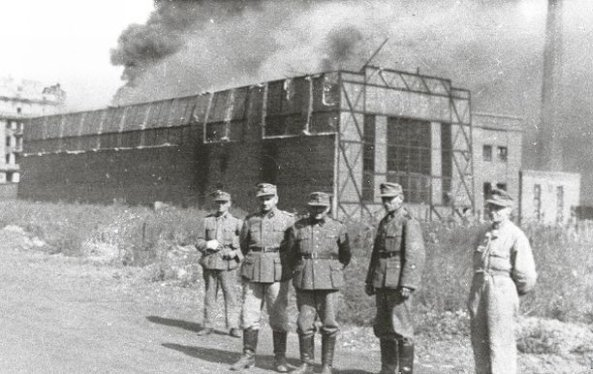
Płonąca fabryka „Ursus” na Woli

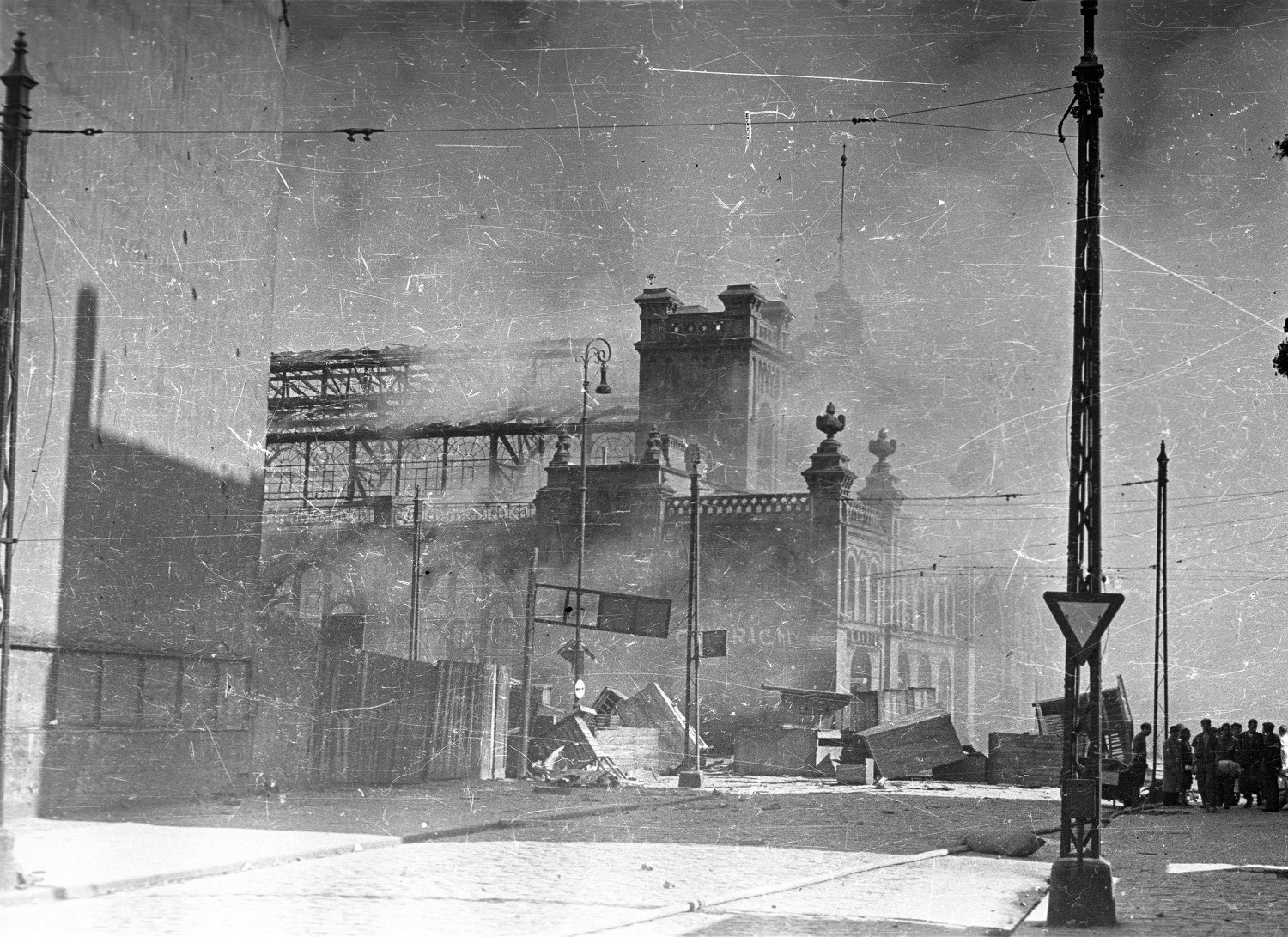
Płonące Hale Mirowskie

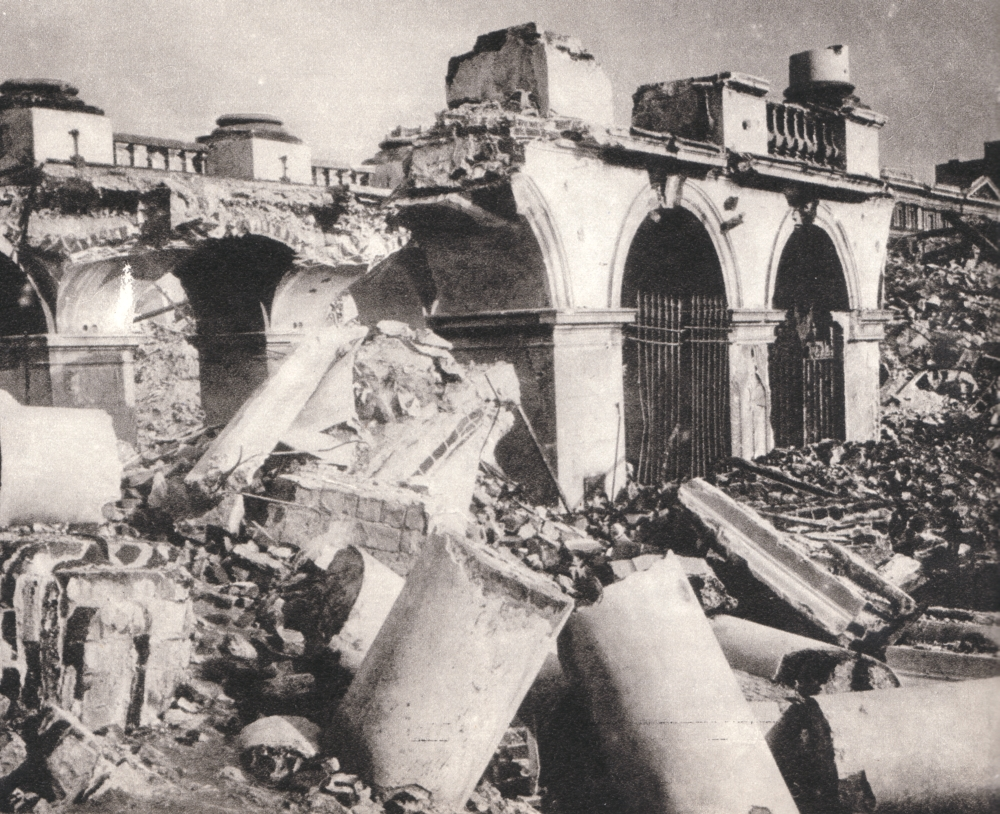
Ruiny Pałacu Saskiego

Niemcy nie zamierzali jednak dotrzymywać podjętych zobowiązań. 9 października 1944 w kwaterze polowej Himmlera w Prusach Wschodnich odbyła się konferencja, podczas której omawiano przyszłość Warszawy. Reichsführer-SS nakazał wówczas kompletne zniszczenie miasta, po uprzednim opróżnieniu go z wszystkich wartościowych dla Rzeszy materiałów. W wydanym tego dnia rozkazie wskazał jednoznacznie: 

to miasto ma całkowicie zniknąć z powierzchni ziemi i służyć jedynie jako punkt przeładunkowy dla transportu Wehrmachtu. Kamień na kamieniu nie powinien pozostać. Wszystkie budynki należy zburzyć aż do fundamentów. Pozostaną tylko urządzenia techniczne i budynki kolei żelaznych.

 Z kolei Ludwig Fischer, gubernator dystryktu warszawskiego, w notatce z dnia 11 października 1944 informował: 

Warszawę należy spacyfikować, to znaczy jeszcze w ciągu wojny zrównać z ziemią, o ile konieczności wojskowe, związane z umocnieniami, nie stoją temu na przeszkodzie. Przed zburzeniem należy usunąć wszystkie surowce, tekstylia i meble. Główne zadanie spoczywa na administracji cywilnej. Powyższe podaję do wiadomości, ponieważ ten nowy rozkaz Führera o zburzeniu Warszawy ma olbrzymie znaczenie dla dalszej nowej polityki w sprawie Polski.

Do 12 października 1944 nadzór nad przebiegiem realizowanej na terenie Warszawy „Akcji zniszczeń opóźniających i ewakuacji ludności, sprzętu i materiałów” (Auflockerung-Räumung-Lähmung und Zerstörung – ARLZ) sprawował Harry von Craushaar – kierownik wydziału wewnętrznego w „rządzie” Generalnego Gubernatorstwa. Później zadanie zniszczenia polskiej stolicy otrzymał SS-Oberführer Paul Otto Geibel – dowódca SS i Policji na dystrykt warszawski. Wraz z cywilnymi władzami dystryktu miał on również dopilnować wywiezienia z Warszawy wszelkich cennych przedmiotów, surowców i materiałów. Jednocześnie dowództwo Wehrmachtu podjęło decyzję o utworzeniu w Warszawie rejonu umocnionego (Festung Warschau), wyznaczając generała Spenglera do sformowania sztabu obrony. Pod koniec października 1944 komendantem Festung Warschau mianowano generała Helmuta Eisenstucka. Jego zadaniem było przygotowanie obrony Warszawy przed spodziewaną ofensywą Armii Czerwonej.
Rozpoczął się wówczas trwający trzy i pół miesiąca okres planowego niszczenia miasta, który przerwała dopiero sowiecka ofensywa w styczniu 1945. Zburzenia polskiej stolicy dokonano zasadniczo rękami jednostek Technische Nothilfe (TN), tj. saperskich oddziałów policji dowodzonych przez SS-Gruppenführera Willego Schmelchera. Na terenie Warszawy działały trzy grupy niszczycielskie dowodzone przez majorów: Wengera, Schulza i Sarnowa. Zwłaszcza ten ostatni odegrał dużą rolę w działaniach niszczycielskich. Oddziały niszczycielskie działały przede wszystkim w dzielnicach: Wola, Śródmieście Północne i Żoliborz. Burzenie Warszawy było dokumentowane przez specjalną grupę fotografów kierowaną przez Alfreda Mensebacha, jak również ekipy filmowe (znany jest kadr z filmu Varsovie quand même). Specjalny album zawierający zdjęcia burzonego i palonego miasta został ofiarowany Hitlerowi.
Niemcy opracowali bardzo precyzyjną metodę niszczenia i rabunku. Po opróżnieniu domów mieszkalnych, zakładów przemysłowych i budynków użyteczności publicznej z wszystkiego, co z punktu widzenia niszczycieli miało jakąkolwiek wartość, do akcji przystępowali podpalacze z tak zwanych Brandkommando. Systematycznie podpalali oni dom po domu, kwartał po kwartale. Po upływie dnia lub dwóch sprawdzano skutki i jeżeli pożar wygasł – wzniecano go ponownie. Następnie w ślad za Brandkommando szło tak zwane Sprengkommando, które wysadzało w powietrze wybrane obiekty. Obok domów mieszkalnych niszczono także wszystkie urządzenia potrzebne do życia miasta: elektrownię na Powiślu, Stację Filtrów, Stację Pomp Rzecznych, gazownię i Elektrownię Tramwajową. Zablokowano kolej średnicową poprzez całkowite zniszczenie Dworca Głównego i Dworca Pocztowego oraz poważne uszkodzenie tunelu średnicowego. Zrujnowano lotnisko cywilne na Okęciu, a tabor komunikacji miejskiej (tramwaje i autobusy) zniszczono lub wywieziono do Niemiec. Przy pomocy czołgów wyrywano przewody telegraficzne i tory tramwajowe.
Ze szczególną pasją Niemcy niszczyli polskie zabytki oraz obiekty o dużej wartości kulturalnej i sakralnej – pałace, kościoły, pomniki, muzea, archiwa, biblioteki. Nie szczędzono w tym celu materiałów, czasu i wysiłku, dokonując nierzadko skomplikowanych operacji minersko-pirotechnicznych:
- 25 października starannie spalono – od piwnic, piętro po piętrze – Gmach Biblioteki Ordynacji Krasińskich przy ulicy Okólnik, a w nim starodruki i największy w Polsce zbiór rękopisów, stanowiący główną podstawę źródłową historii polskiej[19]. Ogień strawił ok. 2000 inkunabułów, 50 000 rękopisów oraz 100 000 starodruków i innych pozycji[33];
- 3 listopada spalono Archiwum Akt Nowych znajdujące się w gmachu Szkoły Głównej Handlowej przy ulicy Rakowieckiej. Zniszczeniu uległo 95% zasobów archiwum[19];
- 4 listopada spalono warszawskie Archiwum Miejskie, znajdujące się w dawnym Arsenale Warszawskim. Zagładzie uległy wszystkie zgromadzone tam zasoby archiwalne[19];
- 6 grudnia wysadzono w powietrze pomnik księcia Józefa Poniatowskiego na Placu Saskim;
- w połowie grudnia zburzono warszawską katedrę wraz z przylegającym doń kościołem oo. Jezuitów. W tym samym czasie spalono kościół oo. Reformatów przy ulicy Senatorskiej oraz kościół oo. Paulinów na Nowym Mieście;
- 18 grudnia wysadzono w powietrze Pałac Brühla[29];
- między 27 grudnia a 1 stycznia wywieziono na złom lub wysadzono pomniki: Bogusławskiego, Mickiewicza, Lotnika i Sapera[29];
- 29 grudnia wysadzono w powietrze Pałac Saski[17];
- 16 stycznia spalono Bibliotekę Publiczną m.st. Warszawy przy ulicy Koszykowej, gdzie spłonął magazyn książek i czasopism (500 000 pozycji), ocalał zaś księgozbiór podręczny[19][33]. Wysadzono również prezbiterium kościoła św. Karola Boromeusza przy ulicy Chłodnej[34].

Spalone zostały także: Archiwum Kurii Metropolitalnej Warszawskiej, Biblioteka Główna Politechniki Warszawskiej, Kościół oo. Augustianów przy ulicy Piwnej, kościół św. Aleksandra na placu Trzech Krzyży oraz kościół św. Barbary przy ulicy Nowogrodzkiej. Na skutek częściowego wysadzenia poważnie uszkodzony został Kościół Najświętszego Zbawiciela. Ponadto pod koniec grudnia Niemcy spalili Pałac Łazienkowski, nie zdążyli go jednak wysadzić. Niemal w ostatniej chwili wysadzono natomiast część spalonego w październiku 1944 Hotelu Europejskiego. Spośród 31 warszawskich pomników 22 zostały zniszczone. Szereg zabytkowych budynków przygotowano do wysadzenia (m.in. Belweder, Pałac Pod Blachą, ruiny Opery oraz kościoły oo. Bernardynów, Karmelitów i sióstr Wizytek na Krakowskim Przedmieściu), czego Niemcy nie zdążyli jednak wykonać przed nadejściem Armii Czerwonej. Ocalałe budynki zostały jednak zdewastowane i gruntownie ograbione. W przypadku Belwederu w oficjalnym niemieckim meldunku zanotowano, że: „oczyszczenie było tak dokładne, iż ze ścian zostały także zdjęte tapety”.
Dzięki ofiarności i pomysłowości polskich bibliotekarzy ocalały natomiast podstawowe zasoby bibliotek Uniwersyteckiej i Narodowej. Udało się również ocalić dużą część zbiorów Muzeum Narodowego. 27 listopada Geibel zapowiedział co prawda wysadzenie gmachu muzeum wraz ze znajdującymi się tam skarbami polskiej kultury, lecz grupie polskich naukowców, z dyrektorem Stanisławem Lorentzem na czele, udało się, pod pozorem konieczności zakończenia prac konserwatorskich i ewakuacyjnych, uniemożliwić realizację tej decyzji.

Niejednokrotnie oddziały burzycieli dokonywały więcej zniszczeń, niż tego wymagał komendant twierdzy. Często robiły to również bez wiedzy Wehrmachtu. Bywały przypadki, gdy systematycznym burzeniem miasta wręcz utrudniano działania oddziałów garnizonu warszawskiego – poprzez odsłonięcie ich pozycji nieprzyjacielowi. Generał Guderian przesłuchiwany przez polskiego prokuratora przyznał, że zniszczenie Warszawy „z pewnością nie było usprawiedliwione koniecznością wojskową”. Również generał Eisenstuck zeznał, że wysadzanie w powietrze i podpalanie budynków w Warszawie nie leżało w interesie armii, ponieważ w ten sposób niszczono ważne dla wojska kwatery. Wskazuje to wyraźnie, że akcja niszczenia miasta nie miała żadnego uzasadnienia militarnego, co więcej – pochłaniała cenne materiały wybuchowe i benzynę, które w końcowym okresie wojny były w Niemczech towarem coraz bardziej deficytowym. Eisenstuck wspominał: 

armia skarżyła się, jak słyszałem w dowództwie saperów pułkownika von Sciota, że zapotrzebowana amunicja do wysadzania dla celów wojskowych nadchodziła w minimalnych rozmiarach, bądź nie otrzymywano jej wcale, a że ta amunicja ma być używana na inne cele, a mianowicie do zniszczeń.

Niemniej, również generał Smilo von Lüttwitz – dowódca 9. Armii operującej w rejonie Warszawy – nakazywał „całkowite oczyszczenie miasta z ludzi i dóbr”. W styczniu 1945 Wehrmacht, wycofując się z Festung Warschau, pozostawił za sobą ruiny miasta naszpikowane tysiącami min pułapek. Zaminowano m.in. ruiny dawnego Ministerstwa Spraw Wojskowych, gmach GISZ, Instytut Chemiczny, Stację Pomp Rzecznych, gazownię, elektrownię, gmach Sejmu, ocalałe dworce oraz ponad dwieście ocalałych budynków mieszkalnych.
Przez cały październik, listopad i grudzień wojska sowieckie śledziły z prawego brzegu Wisły palenie i niszczenie kolejnych ulic, obiektów, wysadzanie całych kwartałów miasta. Armia Czerwona skrzętnie dokumentowała niszczenie miasta, nanosząc na plany Warszawy kolejne niemieckie wysadzenia i akty wandalizmu, jednak nie spróbowała tego działania uniemożliwić.

## Grabież mienia
Jednym z elementów akcji niszczenia Warszawy była masowa grabież mienia prywatnego i publicznego, dokonywana przez Niemców zarówno w trakcie, jak i po zakończeniu powstania. Ułatwiał ją fakt, iż wypędzana z miasta ludność miała prawo zabierać ze sobą jedynie taką ilość bagażu, która nie przeszkadzałaby w marszu do obozu przejściowego w Pruszkowie.
Grabież była dokonywana przez Niemców w sposób zorganizowany. Początkowo w ramach niemieckich struktur okupacyjnych funkcjonowały trzy działające równolegle sztaby odpowiedzialne za wywóz mienia z Warszawy – wojskowy, policyjny i cywilny. Ich siedziba znajdowała się w domu przy ulicy Żelaznej 103. Po 22 października 1944 utworzono tzw. Räumungsstab (pol. Sztab Ewakuacyjny), na czele z SS-Oberführerem Geiblem (podległym teraz bezpośrednio Himmlerowi), który nadzorował działalność sztabów ewakuacyjnych policji i władz cywilnych oraz otrzymał pierwszeństwo przy zagarnianiu pozostawionego w mieście mienia. Siedziba sztabu znajdowała się w Warszawie, u wylotu ulicy Wolskiej. Pod jego nadzorem opuszczone mieszkania bądź budynki publiczne były systematycznie opróżniane z wszelkich wartościowych przedmiotów i materiałów. Wykorzystywano w tym celu m.in. grupę około 800–1000 polskich mężczyzn pogrupowanych w komanda robocze. W skład drużyn roboczych wchodzili zarówno robotnicy przymusowi, jak i ochotnicy rekrutujący się z marginesu społecznego zamieszkującego dalekie przedmieścia i strefę podmiejską Warszawy, których zwabiła możliwość wzbogacenia się na szabrowaniu opuszczonego miasta. Część robotników kwaterowała na terenie niemieckiego obozu przejściowego w Pruszkowie. Mieścił się tam również jeden z magazynów rabowanych dóbr. W ograbianiu polskiej stolicy brały także udział służby ministra ds. uzbrojenia, Alberta Speera, oraz aparat podległy gauleiterowi Kraju Warty – Arthurowi Greiserowi.
W rabunku uczestniczył również Wehrmacht. Teoretycznie w kompetencjach armii leżała wyłącznie ewakuacja mienia wojskowego oraz wszystkiego, co łączyło się z szeroko rozumianym sektorem militarnym (np. wyposażenie fabryk przemysłu zbrojeniowego). W praktyce od samego początku Wehrmacht demontował i wywoził także maszyny, surowce, żywność i tekstylia. Po 11 sierpnia 1944 zakres zadań ewakuacyjnych Wehrmachtu został oficjalnie rozszerzony, a nadzór nad ich wykonaniem objęło Wyższe Dowództwo Polowe nr 225 (Oberfeldkommandantur – OFK 225). 29 sierpnia 1944, a więc jeszcze w trakcie powstania, dowództwo niemieckiej 9. Armii meldowało, że w Warszawie „codziennie załadowuje się 200–300 wagonów celem uratowania tekstyliów, tłuszczów, uszkodzonego sprzętu i silników”. Po zakończeniu powstania nadzór nad akcją rabunku prowadzoną przez służby Wehrmachtu sprawowało dowództwo 9. Armii.
Zgodnie z zeznaniami złożonymi po wojnie przez Geibla, Himmler ściśle określił, gdzie mają być wysyłane łupy wojenne z Warszawy. Tekstylia, futra i dywany należało więc wysyłać do obozu koncentracyjnego Ravensbrück; pieniądze, złote monety i złoto w sztabach do Banku Rzeszy w Berlinie; a wszelkie kosztowności – np. zegarki, bransoletki czy pierścionki – do Urzędu Lombardowego w Berlinie. Skala grabieży była ogromna. Według wyliczeń Czesława Madajczyka od połowy sierpnia do połowy grudnia 1944 wywieziono z Warszawy 26 319 wagonów wypełnionych wyrobami, surowcami i urządzeniami przemysłowymi; 3240 wagonów z produktami rolnymi, jak również 850 ciężarówek ze zrabowanym mieniem. Z kolei Marian Chlewski oceniał, że do wywozu zrabowanych w Warszawie dóbr Niemcy wykorzystali 1000 pociągów z 45 000 wagonów. Szacunki Chlewskiego mogą pośrednio potwierdzać dokumenty Wehrmachtu mówiące, iż tylko od 11 sierpnia do 15 września wywieziono z Warszawy 23 300 wagonów wypełnionych „dobrami ewakuacyjnymi”. W tym samym źródle podkreślono także, że nie jest możliwe obliczenie „ilości dóbr ewakuowanych przez kolumny samochodowe oraz puste pociągi powrotne”. Na sam koniec celem uzyskania surowca Niemcy wyrywali z ziemi nawet latarnie uliczne i kable telefoniczne.
Na grabieży prowadzonej w Warszawie korzystali również osobiście najwyżsi przywódcy nazistowscy. Zachowane dokumenty wskazują, że m.in. żonie Himmlera wysyłano znalezione w Warszawie instrumenty muzyczne, a jemu samemu – kolekcje znaczków pocztowych. Rabunki dokonywane w mieście przez podwładnych Arthura Greisera wzbudziły wręcz protest władz dystryktu warszawskiego. Gubernator Fischer skarżył się, że Greiser „już około połowy sierpnia przywiózł z Warszawy do Poznania olbrzymie kolumny transportowe towarów, mebli, tekstyliów i urządzeń lekarskich wozami tramwajowymi i wszystkimi innymi środkami, jakie tylko można sobie wyobrazić”. Ten ostatni bronił się, twierdząc, że „z Warszawy przejąłem jedynie oczywistą zdobycz, to znaczy dobra, które zdobyły i zabezpieczyły w czasie walki z płonących i walących się domów walczące w Warszawie jednostki policji Okręgu Kraju Warty”. Spór musiał w końcu rozstrzygnąć dowódca 9. Armii, generał Nikolaus von Vormann. Grabieży na własną rękę dokonywali również wyżsi rangą oficerowie (m.in. Oskar Dirlewanger i Bronisław Kaminski), urzędnicy, a także prości żołnierze. Opuszczone mieszkania były szabrowane tak często, że dowódca garnizonu warszawskiego, generał Reiner Stahel, był zmuszony oficjalnie usankcjonować rabunki poprzez zezwolenie żołnierzom na zabieranie wszystkiego z tych domów, w których zaczął się pożar. Ponadto, jak wskazują zeznania świadków i przekaz wspomnieniowy, wysiedlani mieszkańcy Warszawy byli zazwyczaj pozbawiani przez żołnierzy wszelkich wartościowych przedmiotów osobistych. Indywidualną grabież ułatwiał fakt, iż bagaże opuszczających miasto oficerów, żołnierzy i urzędników były kontrolowane jedynie pod kątem ewentualnego posiadania złota lub kosztowności. Na terenie opustoszałej Warszawy szabrowali także przedstawiciele polskiego marginesu społecznego ze strefy podmiejskiej.

## Bilans

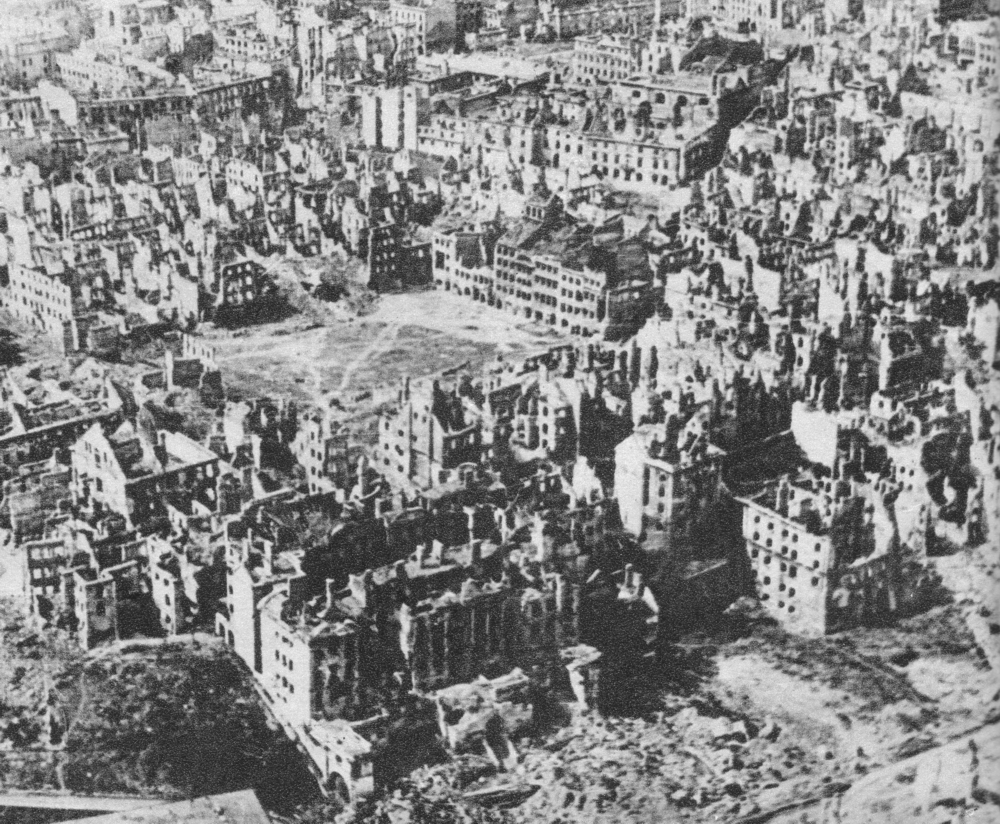
Warszawa w styczniu 1945. Widok na Kanonię i Rynek na Starym Mieście

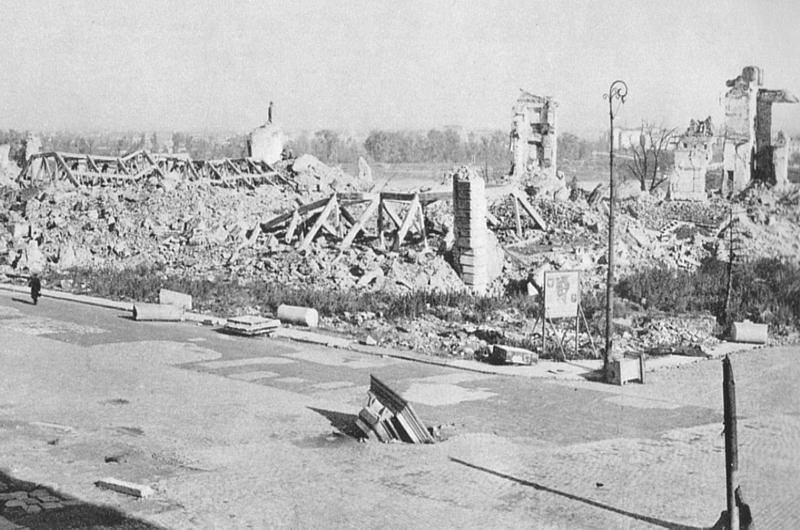
Ruiny Zamku Królewskiego

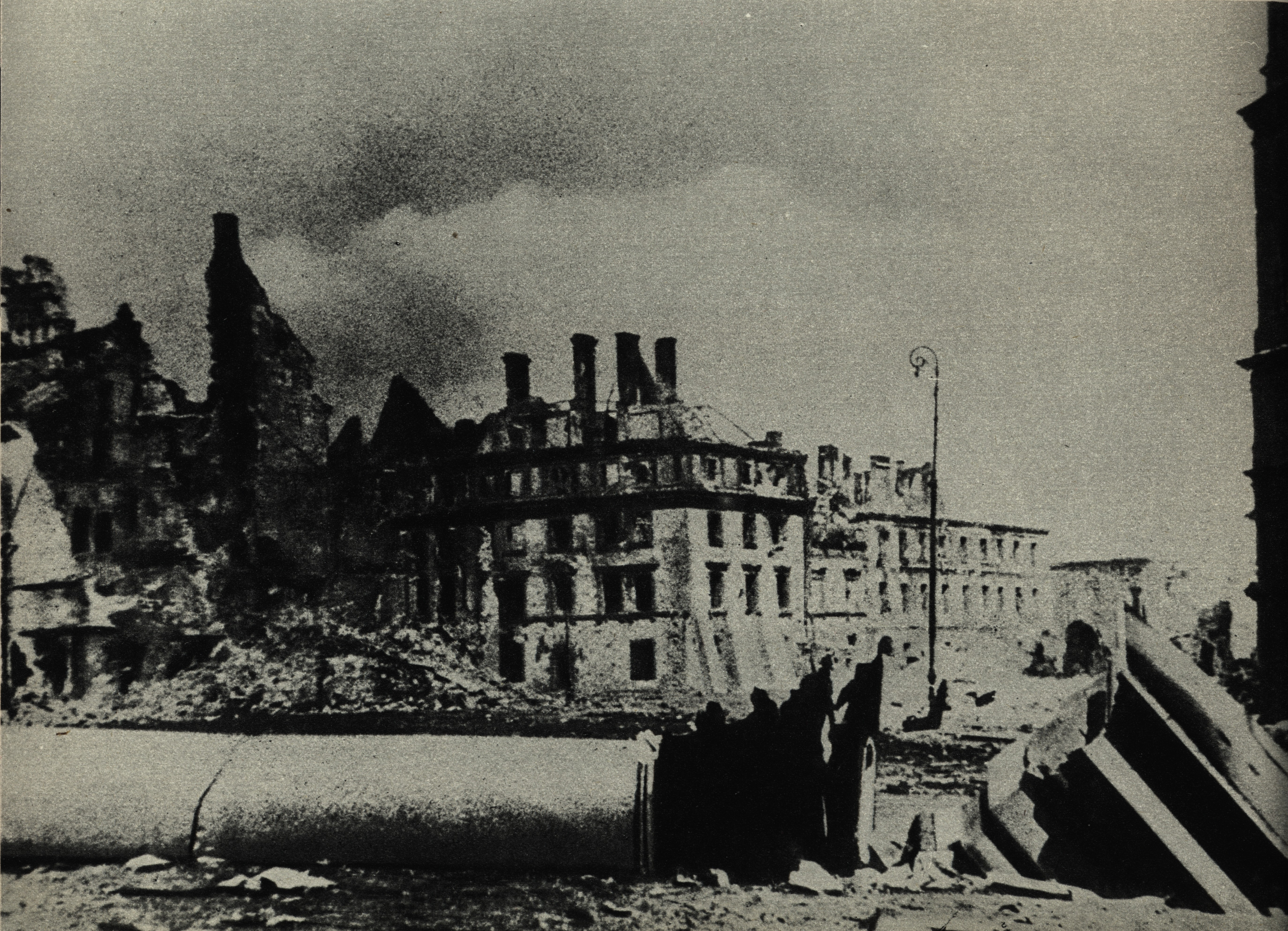
Kolumna Zygmunta obalona pociskiem niemieckiego czołgu

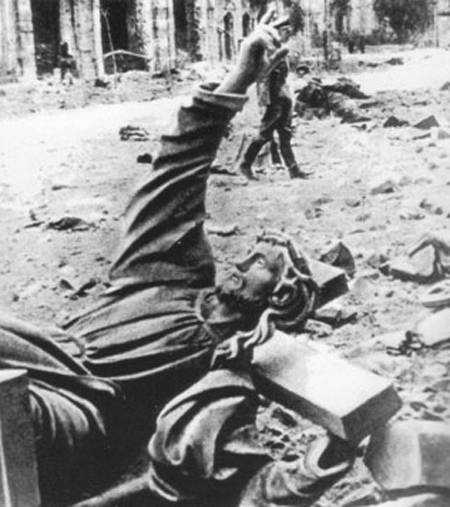
Obalona figura Chrystusa z kościoła Świętego Krzyża (1944)

W okresie popowstaniowym na skutek systematycznego i planowego wyburzania zniszczeniu uległo ponad 30% zabudowy lewobrzeżnej Warszawy, tzn. więcej niż uległo zniszczeniu w czasie dwóch miesięcy powstania. Gdy dodać do tego straty powstałe w sierpniu i wrześniu 1944 oraz zniszczenia, do których doszło w wyniku oblężenia miasta we wrześniu 1939 roku i zagłady warszawskiego getta, a także sowieckich nalotów, okazuje się, że wojna przyniosła zniszczenie 84% zabudowy lewobrzeżnej Warszawy. Jeśli przyjąć szacunek dla całego miasta z Pragą włącznie, to wynosił on 65%. Przybliżona ilość gruzów pokrywających Warszawę w 1945 oszacowana została na 20 milionów metrów sześciennych.
W ujęciu bardziej szczegółowym stan zniszczeń przedstawiał się następująco: mosty – 100%; kubatura budynków przemysłowych – 90%; budynki zabytkowe (w tym kościoły) – 90%; kubatura obiektów kultury – 95%; kubatura obiektów służby zdrowia – 90%; kubatura obiektów szkolnictwa – 70%; izby mieszkalne – 72,1%. Zniszczeniu uległo także 50% budynków i urządzeń elektrowni; 65% długości miejskiej sieci elektrycznej; 46% łącznej wartości obiektów gazowni i sieci gazowej; 100% central telefonicznych; 70% telefonicznej sieci kablowej; 30% łącznej wartości obiektów wodociągowych; 28,5% łącznej wartości obiektów kanalizacyjnych; 30% powierzchni ulic; 85% długości sieci tramwajowej; 91% kubatury zajezdni tramwajowych i autobusowych; 75% jednostek taboru tramwajowego; 98,5% lamp ulicznych; 60% drzewostanu w parkach; 60% wartości ogrodu zoologicznego; 95% urządzeń węzła kolejowego w granicach miasta; 100% dworców kolejowych, 100% urządzeń i sprzętu lotnictwa pasażerskiego; 85% taboru żeglugi rzecznej. Istnieje także jeszcze jeden, niewymierny zakres strat, mianowicie mienia indywidualnego – jeżeli nie poprzez całkowitą jego grabież, to poprzez zniszczenie wraz z palonymi i burzonymi budynkami. Autorzy sporządzonego w 2004 Raportu o stratach wojennych Warszawy oszacowali całość strat materialnych poniesionych przez miasto i jego mieszkańców podczas II wojny światowej na 18,20 miliarda przedwojennych złotych (według wartości złotówki z sierpnia 1939), czyli 45,3 miliardów dolarów (według wartości obecnej).
Podczas akcji palenia i wyburzenia Warszawy zagładzie uległo setki bezcennych zabytków oraz obiektów o dużej wartości kulturalnej i duchowej. Rejestr zniszczonych obiektów sakralnych i świeckich mających wartość zabytkową liczy 674 pozycje. Jan Zachwatowicz zauważył:

Zniszczenie Warszawy przez Niemców nasuwa daleko idące spostrzeżenia. Wśród ruin i zgliszcz wyróżniamy zupełnie łatwo, że najbardziej gruntownym zniszczeniom uległy urządzenia techniczne, przemysłowe [...] w tej samej kategorii również obiekty zabytkowe: zamki, pałace, kościoły, pomniki. Czym tłumaczyć to szczególne natężenie niszczycielskiej pasji niemieckich zbrodniarzy w stosunku do sędziwych zabytków. Odpowiedź znajdziemy w haśle przez nich samych głoszonych. Naród żyje tak długo, jak długo żyją jego dzieła kultury. To jest bez wątpienia uzasadnienie niszczycielskiej pasji. Zniszczenie Warszawy to jedna z prób zniszczenia narodu polskiego.

## Zburzenie Warszawy w kulturze
Zburzenie Warszawy znalazło odzwierciedlenie w polskiej kulturze powojennej. Zrujnowane miasto było m.in. scenerią filmu pt. „Miasto nieujarzmione” z 1950 roku, opartego na wspomnieniach Władysława Szpilmana. W filmie ukazano m.in. narady w sztabie gubernatora Fischera, poświęcone kwestii zburzenia polskiej stolicy, a także przedstawiono dokonywane przez Niemców podpalenia, wysadzenia i grabieże. W tym celu wykorzystano unikatowe zdjęcia wykonane przez niemiecką ekipę filmową.
Zburzoną i wyludnioną Warszawę, widzianą wiosną 1945 z perspektywy lotu ptaka, ukazuje polski krótkometrażowy film animowany pt. „Miasto ruin”.